# 三隅哲雄
三隅 哲雄（みすみ てつお、1878年（明治11年）11月12日 – 1949年（昭和24年）2月12日）は、明治から大正期の実業家、政治家。衆議院議員。

## 経歴
山口県厚狭郡、のちの厚南村（現宇部市）で、豪農・三隅城介の長男として生まれる。山口中学校（現山口県立山口高等学校）を卒業。
1902年（明治35年）厚狭郡青年会を組織し、農会の活動にも参画した。1912年（明治45年）長門銀行の第3代頭取に就任し、1918年（大正7年）まで在任。その他、宇部軽便鉄道取締役、船木軽便鉄道取締役、美弥軽便鉄道監査役、山口県農会副会長、厚狭郡農会長、防長米同業組合副組長などを務めた。
政界では、山口県会議員、同参事会員を務めた。1915年（大正4年）3月、第12回衆議院議員総選挙に山口県郡部から出馬して当選し、次の第13回総選挙でも再選され、衆議院議員を連続2期務めた。

## 脚註
1. 1 2 3 4 5 6 7 8 9 10  『昭和山口県人物誌』263-264頁。
2. 1 2 3 4  『議会制度百年史 - 衆議院議員名鑑』616頁。
3. 1 2 3 4 5 6 7 8 9  『山口県百科事典』739頁。